# 東野章子
東野 章子（ひがしの あやこ、1964年6月22日 - ）は、日本のフィギュアスケート選手（アイスダンス）。現在はコーチ兼アイスダンスのテクニカルスペシャリスト。スポーツ解説者。パートナーは松村達郎。学習院大学文学部史学科卒業。

## 経歴
1988年、松村達郎とカップルを組み、全日本選手権で滝野薫/滝野賢治組に次いで2位に入る。その後、1991年まで同選手権では4年連続の2位となる。
引退後はプリンスアイスワールド出演を経て指導者の道に入り、新横浜スケートセンターでコーチ。またISUテクニカル・スペシャリスト（2003-2004シーズンから採用された新採点システムで設けられた国際スケート連盟公認の技術審判）としても活躍し。2014年のソチオリンピックと2016年と2019年のISU世界選手権ではアイスダンス競技のテクニカル・スペシャリストを務めた。
2008年、テレ朝チャンネルによる2008/2009 ISUグランプリシリーズでテレビ解説デビュー。現在はJ SPORTSで解説を務めている。

## 主な戦績
| 大会/年      | 1988-89 | 1989-90 | 1990-91 | 1991-92 |
| ------------ | ------- | ------- | ------- | ------- |
| 全日本選手権 | 2       | 2       | 2       | 2       |
| NHK杯        |         | 8       |         | 11      |